# Тарнавка (притока Стривігра)
Тарнавка — річка в Україні у Самбірському районі Львівської області. Права притока річки Стривігра (басейн Дністра).

## Опис
Довжина річки 5,5 км. Формується багатьма безіменними струмками та загатою.

## Розташування
Бере початок на південно-східних схилах гори Кошарка (651,7 м). Тече переважно на північний схід через село Тарнавку та понад Лисою Горою (647,6 м), далі через село Муроване і впадає у річку Стривігор, ліву притоку річки Дністра.

## Цікаві факти
- Між селами Тарнавкою та Муроване річку перетинає автошлях Т 1401[4] (автомобільний шлях територіального значення у Львівській області. Проходить територією Самбірського району через Смільницю — Хирів — Стару Сіль — Старий Самбір. Загальна довжина — 30 км.).